# Eendragt (Dorkwerd)
De Eendragt (na 1913: De Eendracht) is een voormalig waterschap in de provincie Groningen.
Het waterschap was gelegen tussen het Reitdiep en het Aduarderdiep, ten noorden van het waterschappen De Jonge Held en Hooitespolder. De noordgrens werd gevormd door de Ervert Harm Woltersweg, de weg van Dorkwerd naar Aduard.
Bij het graven van het Van Starkenborghkanaal werd de polder in tweeën gesneden.
Waterstaatkundig gezien ligt het gebied sinds 1995 binnen dat van het waterschap Noorderzijlvest.